# Sărituri în apă la Jocurile Olimpice de vară din 2020 - 3 metri trambulină sincron (feminin)
Proba feminină de sărituri în apă - 3 metri trambulină sincron de la Jocurile Olimpice de vară din 2020 de la Tokyo a avut loc în 27 iulie 2021, la Tokyo Aquatics Centre.

## Program
Orele sunt ora Japoniei (UTC+9) 
| Data                 | Timp  | Etapă  |
| -------------------- | ----- | ------ |
| Marți, 27 iulie 2021 | 15:00 | Finala |

## Rezultate
| Loc | Sportive                                  | Țară                       | Finala | Finala | Finala | Finala | Finala | Finala |
| Loc | Sportive                                  | Țară                       | 1      | 2      | 3      | 4      | 5      | Total  |
| --- | ----------------------------------------- | -------------------------- | ------ | ------ | ------ | ------ | ------ | ------ |
| 1   | Shi Tingmao Wang Han                      | China                      | 49,80  | 49,80  | 75,60  | 74,70  | 76,50  | 326,40 |
| 2   | Jennifer Abel Melissa Citrini-Beaulieu    | Canada                     | 47,40  | 45,00  | 67,50  | 70,68  | 70,20  | 300,78 |
| 3   | Lena Hentschel Tina Punzel                | Germania                   | 48,60  | 46,20  | 63,00  | 63,00  | 64,17  | 284,97 |
| 4   | Dolores Hernandez Monzon Carolina Mendoza | Mexic                      | 44,40  | 46,20  | 61,20  | 57,60  | 65,70  | 275,10 |
| 5   | Haruka Enomoto Hazuki Miyamoto            | Japonia                    | 45,60  | 45,60  | 63,00  | 58,50  | 56,70  | 269,40 |
| 6   | Katherine Torrance Grace Reid             | Marea Britanie             | 46,80  | 50,40  | 61,20  | 50,40  | 60,30  | 269,10 |
| 7   | Elena Bertocchi Chiara Pellacani          | Italia                     | 49,20  | 48,00  | 63,00  | 61,38  | 45,90  | 267,48 |
| 8   | Alison Gibson Krysta Palmer               | Statele Unite ale Americii | 49,20  | 50,40  | 54,90  | 43,71  | 65,28  | 263,49 |